# Румен Балабанов
Румен Балабанов е български писател, журналист и издател.
Създател на вестник „Психо“. Главен редактор на вестник „Словото днес“. Продуцент на телевизионни и радиопредавания. Автор е на над 20 книги. Член на СБЖ и СБП. Носител на редица литературни награди, сред които: „Южна пролет“ - за белетристичен дебют („Медена роса“), „Чудомир“ - за хумористичен разказ, награда за роман - „Някой си отиде“. Негови творби са превеждани в СССР, Полша, Чехословакия, ГДР, Югославия и др.

## Биография
Роден е на 21 май 1950 г. в София. Завършва специалност „Българска филология“ в Софийския университет „Климент Охридски“ през 1975 г.
Бил е репортер в Радио София, редактор във вестник „Стършел“, зам.- главен редактор във вестник „Литературен фронт“, собственик на ТВ „Канал 2001“., издател на 14 вестника. Смъртта го заварва като главен редактор на вестник „Словото днес“ - орган на Съюза на българските писатели.
Автор е на повече от 20 книги, сред които сборниците с проза „Медена роса“, „Състезанието приключи в нула часа“, „Телепатия“, „1/2 омраза“; романа „Някой си отиде“, сборника с публицистика „Хора без грим“, пиесата „След завоя“ и др.
Съавтор на либретото на музикалния спектакъл на Найден Андреев „С цвят на изтрито червило“, поставен през 2006 г. в театър „София“.
Умира на 13 октомври 2012 г.